# Vitaliano Brancati
Vitaliano Brancati (Pachino, provincia de Siracusa, 24 de julio de 1907-Turín, 25 de septiembre de 1954) fue un escritor y guionista cinematográfico italiano. Fue uno de los autores más populares en Italia desde antes de la Segunda Guerra Mundial. En su juventud simpatizó con las ideas fascistas, pero se distanció del régimen de Mussolini y se decantó por una narrativa satírica donde destacaba su humor corrosivo. Tuvo una importante labor como guionista de cine.

## Biografía
Nació en Sicilia, en una familia donde tanto su abuelo como su padre habían manifestado intereses literarios y, de manera no profesional, habían escrito relatos y poesías. Hizo sus estudios primarios en Modica (donde vivió entre 1910 y 1919) y los secundarios en Catania, donde se trasladó con su familia en 1920. Se matriculó en la Facultad de Letras, donde se licenció en 1929 con una tesis sobre el escritor Federico De Roberto. 
Se mudó a Roma donde, al tiempo que ejercía de profesor, inició su carrera periodística: comenzó escribiendo en Il Tevere y, a partir de 1933, en el semanario literario Quadrivio. La actividad literaria de Brancati se inició con obras de loa al régimen fascista de Benito Mussolini, como su poema dramático Fedor (1928), los dramas Everest (1931) y Piave (1932) y la novela L'amico del vincitore. En 1934 publica la novela Singolare avventura di viaggio en la que, por vez primera, aparecen planteamientos existenciales y eróticos.
En Roma entró en contacto con Corrado Alvaro, Alberto Moravia y otros escritores, y también con círculos intelectuales próximos al pensamiento de Benedetto Croce: Brancati atemperó por su influjo las ideas fascistas que había mantenido en su juventud de Catania y se acercó a sus planteamientos democráticos y europeizantes.

## Novelas
De regreso en Catania, se dedicó a la enseñanza al tiempo que colaboró con el semanario Omnibus de Leo Longanesi hasta 1939, fecha en la que la revista fue suspendida por el régimen fascista (en 1943 publicará en el libro I piaceri los artículos de Omnibus). En 1941 regresa a Roma y publica Gli anni perduti, libro considerado por el propio autor como su primera novela verdadera. En ella se advierte su alejamiento de la ideología fascista y su amargura por la realidad sociopolítica de su tiempo. El tono del libro, entre cómico y simbólico, está influido por los escritores rusos Nikolái Gógol y Antón Chéjov. 
Sus dos siguientes novelas le dieron una enorme popularidad en Italia: se trata de Don Giovanni in Sicilia (1941) y de Il bell'Antonio; en esta última aborda, de forma cómica, la impotencia sexual. De forma póstuma, aparecerá en 1959 otra novela que dejó inacabada: Paolo il caldo, historia de una obsesión erótica con el telón de fondo de la posguerra italiana. En 1960, ya fallecido Brancati, el director Mauro Bolognini adaptará al cine (con gran éxito) Il bell'Antonio, protagonizada por Marcello Mastroianni y Claudia Cardinale. Alberto Lattuada, por su parte, también llevará a la gran pantalla Don Giovanni in Sicilia en 1967.

## Matrimonio
En 1942 conoció en el teatro de la Universidad a la actriz Anna Proclemer, con la que iniciará una relación sentimental que les llevará en 1947 al matrimonio. Con ella tuvo una hija, Antonia. El matrimonio se separará en 1953. Brancati murió en Turín al año siguiente, tras una operación quirúrgica.

## Obra cinematográfica y teatral
Brancati es el escritor italiano que mejor ha representado dos tipos de comedia italiana, la del fascismo y la del erotismo, en relación entre sí y como espejo de un país en el cual el respeto por la vida privada y por las ideas de cada uno y de todos, el sentido de la libertad individual, están completamente ignorados. El fascismo y el erotismo, sin embargo, son también en nuestro país, tragedia: pero Brancati registraba las manifestaciones cómicas e implicaba en lo cómico también las situaciones trágicas.
Leonardo Sciascia

La importancia de la figura de Brancati en los ámbitos cinematográfico y teatral fue notable.
Brancati escribió en 1951 el guion cinematográfico L'arte di arrangiarsi de Luigi Zampa (que protagonizó Alberto Sordi). Realizó también los diálogos del guion de Guardie e ladri de Mario Monicelli y Steno (1951),  de Altri tempi (1952) de Alessandro Blasetti e intervino en la escritura de dos películas de Roberto Rossellini: Dov'è la libertà? (1953) y Viaggio in Italia (1954).
En 1952 las autoridades italianas prohibieron la representación de una de sus mejores obras de teatro, La gobernante, drama sobre el lesbianismo. Brancati escribió un texto Ritorno alla censura en el que defendía el derecho de los autores teatrales a expresarse libremente y donde expone su poética como cómico, inspirada en el realismo del teatro clásico.

### Películas basadas en obras narrativas de Brancati
- 1947: Anni difficili de Luigi Zampa. Basado en la novela breve Il vecchio con gli stivali. El propio Brancati colaboró en el guion. Con esta película se inició un filón de obras satíricas sobre política que, inicialmente, tuvieron problemas con la  censura.
- 1960: Il bell'Antonio[5] de Mauro Bolognini, con Marcello Mastroianni y Claudia Cardinale.
- 1967: Don Giovanni in Sicilia de Alberto Lattuada, con Lando Buzzanca y Katia Moguy.
- 1973: Paolo il caldo, dirigido por Marco Vicario e interpretado por Giancarlo Giannini y Ornella Muti. Esta obra, a su vez, inspiró en 1974 una parodia cinematográfica titulada Paolo il freddo, escrita y dirigida por Ciccio Ingrassia y protagonizada por Franco Franchi.
- 2005: Il bell'Antonio, miniserie televisiva dirigida por Maurizio Zaccaro.

## Catálogo de obras de Brancati

### Narrativa
- L'amico del vincitore, Milán, 1932
- Singolare avventura di viaggio, Milán, 1932
- In cerca di un sì, Catania, 1939
- Gli anni perduti, Florencia, 1941
- Don Giovanni in Sicilia, Milán, 1941
- Il vecchio con gli stivali, Roma, 1945
- Il bell'Antonio, Milán, 1949
- Paolo il caldo, Milán, 1955

### Teatro
- Fedor, Catania, 1928
- Everest, Catania, 1931
- Piave, Milán, 1932
- La gobernante, Bari, 1952
- Teatro, Milán, 1957

### Ensayos, recopilaciones y otras obras
- I piaceri. Parole all'orecchio, Milán, 1946
- I fascisti invecchiano, Milán, 1946
- Le due dittature, Roma, 1952
- Ritorno alla censura, Bari, 1952
- Diario romano, edición de G.A. Cibotto y S. De Feo, Milán, 1961
- Il borghese e l'immensità, Milán, 1973
- Sogno di un valzer, Milán, 1982
- Opere 1932-1946, Leonardo Sciascia, Classici Bompiani, Milán, 1987

### Guiones cinematográficos
- La bella addormentata, dirigida por Luigi Chiarini (1942)
- Don Cesare di Bazan (título alternativo: La lama del giustiziere), dirigida por Riccardo Freda (1942)
- Gelosia, dirigida por Ferdinando Maria Poggioli (1942)
- Enrico, dirigida por Giorgio Pàstina (1943)
- Anni difficili, dirigida por Luigi Zampa (1948)
- Fabiola, dirigida por Alessandro Blasetti (1949)
- È più facile che un cammello..., dirigida por Luigi Zampa (1950)
- L'edera, dirigida por Augusto Genina (1950)
- Vulcano, dirigida por William Dieterle (1950)
- Tre storie proibite, dirigida por Augusto Genina (1951)
- Signori, in carrozza!, dirigida por Luigi Zampa (1951)
- Guardie e ladri, dirigida por Mario Monicelli y Steno (1951)
- Buon viaggio pover'uomo, dirigida por Giorgio Pàstina (1951)
- Altri tempi, dirigida por Alessandro Blasetti (1952)
- Viaggio in Italia, dirigida por Roberto Rossellini (1953)
- L'uomo, la bestia e la virtù, dirigida por Steno (1953)
- Anni facili, dirigida por Luigi Zampa (1953)
- «La patente», episodio de Questa è la vita, dirigida por Luigi Zampa (1954)
- Dov'è la libertà...?, dirigida por Roberto Rossellini (1954)
- Orient Express, dirigida por Carlo Ludovico Bragaglia (1954)
- L'arte di arrangiarsi, dirigida por Luigi Zampa (1954)
- Vacanze d'amore (Village magique), dirigida por Jean-Paul Le Chanois (1954)